# Yuzo Tashiro
Yuzo Tashiro (Fukuoka, Prefectura de Fukuoka, 22 de juliol de 1982) és un futbolista japonès que disputà tres partits amb la selecció japonesa.